# Viscera (luchador)
Nelson Frazier Jr (Goldsboro, Carolina del Norte, 14 de febrero de 1971-Memphis, Tennessee, 18 de febrero de 2014) fue un luchador profesional estadounidense. Se consagró gracias a su paso por la empresa World Wrestling Federation / Entertainment, donde trabajo con los nombres de Mabel, King Mabel, Viscera y Big Daddy V. Adicionalmente, trabajó en varias empresas independientes y extranjeras, como Extreme Championship Wrestling, National Wrestling Alliance, All Japan Pro Wrestling, Memphis Wrestling, Memphis Championship Wrestling y World Wrestling Council.
Era un luchador muy hábil en relación con su tamaño y peso. A lo largo de su carrera, Frazier obtuvo diversos campeonatos en distintas promociones. En la WWF, se coronó en 1995 como el King of the Ring. Además, fue campeón durante unos segundos del Campeonato Hardcore y durante un día del Campeonato en Parejas de la WWF. Fuera de la WWF, ganó el Campeonato Universal de la WWC y los Campeonatos por Parejas de la AJPW.

## Carrera

### United States Wrestling Association (1993)
Frazier comenzó su carrera en la lucha libre profesional en la United States Wrestling Association bajo el nombre de Nelson Knight, siendo parte del dúo The Harlem Knights junto con su (kayfabe) hermano Bobby Knight, realizando también apariciones en Pro Wrestling Federation. Allí el equipo ganó los Campeonatos en Parejas de la PWF en dos ocasiones. En julio, el dúo fue contratado por la World Wrestling Federation.

### World Wrestling Federation (1993-1995)

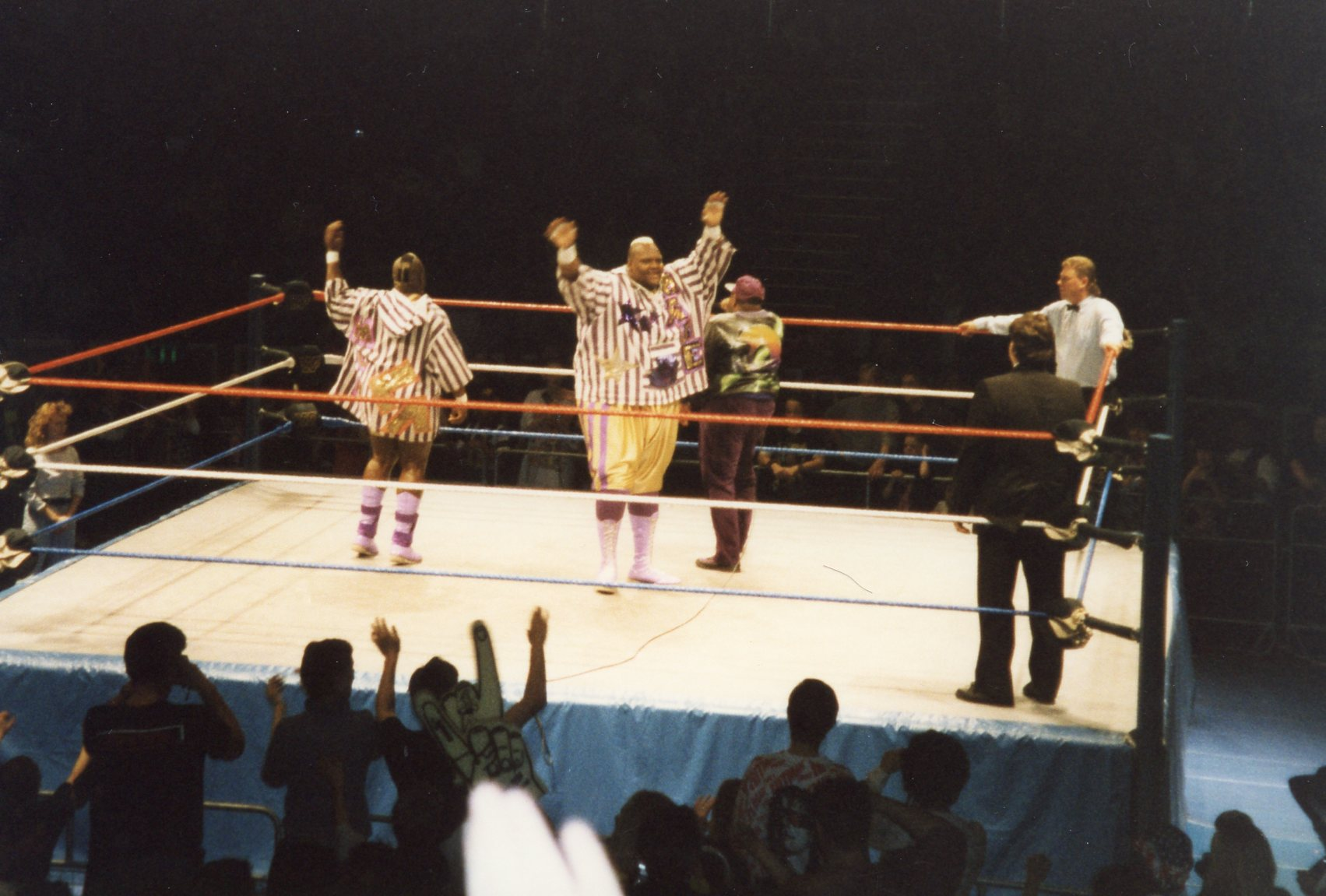
Men on a Mission (Mabel & Mo) en un evento de la WWF.

En la WWF, The Harlem Knights cambió su nombre a Men on a Mission, así como sus miembros: Nelson fue llamado Mabel, Bobby fue llamado Mo y se les concedió un mánager rapero llamado Oscar. Con su nuevo gimmick, el equipo estaba integrado por tres afroamericanos que buscaban un cambio positivo en los suburbios de las ciudades, entrando al ring vestidos de púrpura y con un tema de entrada de rap. Debutaron el 19 de julio como sólidos face, y continuaron derrotando a varios equipos los meses siguientes. Su primera aparición en un evento fue en Survivor Series, donde unieron fuerzas con The Bushwhackers (Luke Williams & Butch Miller) formando un equipo de Doink the Clowns para enfrentarse a un equipo de monster heels al que derrotaron sin perder un solo luchador de su equipo. En Royal Rumble, Mabel y Mo participaron en la Battle Royal, que fue ganada por Lex Luger y Bret Hart; durante la misma, Mabel requirió siete luchadores para ser eliminado. Pasado un tiempo, el equipo intentó conseguir los Campeonatos en Parejas de la WWF enfrentándose en WrestleMania X a The Quebecers (Jacques & Pierre), ganando por descalificación, pero sin conseguir los títulos. Finalmente, Men on a Mission ganó los títulos en un House Show, pero los perdió tres días después. Tras eso, Mabel apareció en King of the Ring, siendo eliminado por Irwin R. Schyster. En SummerSlam, Mabel fue derrotado por Jeff Jarrett tras un roll-up. Posteriormente, en Survivor Series, Mabel formó parte del equipo The All-Americans, pero fue eliminado por cuenta fuera, perdiendo su equipo.
Luego, en Royal Rumble, Mo y Mabel fueron eliminados rápidamente. Durante los meses siguientes, ambos compitieron también en USWA. Sin embargo, al cabo de un tiempo Men on a Mission tornó a heel cuando atacaron a su mánager Oscar, y en In Your House 1: Premiere Mabel derrotó a Adam Bomb para así clasificarse en King of the Ring, donde logró ganar el torneo. Tras eso, Mabel se autoproclamó King Mabel, así como Mo lo hacía como Sir Mo, y comenzaron a entrar al ring con mantos dorados y coronas, adoptando Mabel un gimmick de rey y entrando en un fastuoso trono de oro. Además llevaba un cinturón de campeonato que él personalmente había diseñado, lo cual acentuó su presunción, pues la WWF nunca había creado un cinturón de King of the Ring; el cinturón fue fabricado por Reggie Parks con un diseño original de Frazier. Inmediatamente después de convertirse en rey, King Mabel comenzó una larga racha de victorias, ganando con Sir Mo en In Your House 2: The Lumberjacks contra Razor Ramon & Savio Vega. La racha terminó en SummerSlam, donde Mabel fue derrotado por Diesel, al que había retado por el Campeonato de la WWF. Tras ello, King Mabel fue de nuevo derrotado, esta vez por Undertaker, en In Your House 3: Triple Header. Sin embargo, en In Your House 4: Great White North King Mabel se alió con Yokozuna después de que un combate entre ellos acabase sin resultado. Unidos, atacaron a Undertaker hasta (kayfabe) fracturarle la órbita, dejándolo lesionado durante un tiempo. Más tarde, en Survivor Series, King Mabel fue parte del equipo The Royals contra The Dark Side, liderado por el retornante Undertaker; el equipo de Mabel fue derrotado, siendo él mismo eliminado voluntariamente tras haber sido diezmado su equipo. Esto le hizo entrar en un feudo con Undertaker, siendo derrotado Mabel en un combate entre ellos en In Your House 5: Season's Beatings. En Royal Rumble, la alianza con Yokozuna se rompió y se eliminaron mutuamente de la Battle Royal. Ésta fue la última aparición de Mabel y Mo en la WWF, siendo poco después liberados de su contrato.

### Circuito independiente (1995-1998)
Para diciembre de 1995, y la primera parte de enero de 1996, Mabel tomó dos reservas con el Mundial y la Federación de Puerto Rico basado Consejo Mundial de Lucha Libre. En el Campeonato Mundial Femenino, participó en una riña con Carly Colón, en la que el Campeonato Heavyweight Universal fue "detenido" a raíz de un partido entre los dos de ellos antes de Mabel ganó el campeonato y sostuvo que durante un mes.
Fue liberado de la WWF a principios de 1996 y pasó gran parte de los dos próximos años en Tennessee lucha libre para los Estados Unidos Lucha Libre Asociación, que pasó por una serie de cambios durante su estancia para convertirse en Memphis Championship Wrestling y Memphis Wrestling. Si bien, él capturó el título dos veces superior.

### World Wrestling Federation (1998-2000)
El 6 de julio de 1998, Mabel hizo una breve aparición en la World Wrestling Federation, retando al nuevo King of the Ring, Ken Shamrock, y perdiendo.
Más tarde, en 1999, Frazier hizo su regreso oficial a la empresa. Su primera aparición fue en la edición de Heat previa a Royal Rumble, entrando con un pasamontañas y enfrentándose a Mankind por orden de Shane McMahon. Durante la Battle Royal, Mabel fue secuestrado por Undertaker, The Acolytes (Bradshaw & Faarooq) y Mideon, desapareciendo del evento. La semana siguiente, Undertaker consolidó su Ministry of Darkness presentando a Mabel, rebautizado como Viscera, como el enforcer principal del grupo. En su nuevo gimmick, Frazier adoptó una personalidad gótica, llevando abrigos de cuero negros, una cresta mohawk blanca y lentillas. Viscera formó equipo con Mideon, derrotando a varios equipos y atacando a enemigos de Undertaker después de las luchas. Más tarde, Frazier participó en la edición de Heat anterior a WrestleMania XV compitiendo en una Battle Royal por una oportunidad por los Campeonatos en Parejas de la WWF, siendo eliminado. En Backlash, Viscera intervino en un combate entre el Ministry of Darkness y The Brood (Edge, Christian & Gangrel), dando la victoria a su equipo; en No Mercy, Viscera formó parte del equipo en un combate de revancha, ganando igualmente. Más tarde, Ministry of Darkness y The Corporation se fusionaron en Corporate Ministry, uniéndose Viscera y Mideon a Big Boss Man como ejecutores. Luego, en Over the Edge, el trío fue derrotado por The Union. La siguiente aparición de Frazier fue en SummerSlam, donde luchó junto a Mideon en un Tag Turmoil Match, siendo eliminados. Más tarde, Viscera intervino en No Mercy en un combate entre The Godfather y Mideon, sin éxito. En Survivor Series, Frazier y su equipo se enfrentaron a Big Show, siendo todos eliminados contra él. Tras eso, Viscera entró en un corto feudo con Rikishi después de traicionarle en Armageddon a favor de The Holly Cousins (Crash & Hardcore Holly), con quienes se alió; sin embargo, Viscera fue derrotado por Rikishi en la siguiente edición de SmackDown! después de que Viscera se negase a cubrirlo. Después de eso, Frazier fue eliminado por Rikishi de la Battle Royal de Royal Rumble. Junto con The Holly Cousins, Viscera fue derrotado por Mark Henry & The Acolytes en RAW, no sin ejecutar un big splash sobre la valet de Henry, Mae Young, lo que generó un feudo entre Viscera y Henry. La rivalidad acabó en No Way Out, donde Henry derrotó a Frazier gracias a una intervención de Young. Luego, Viscera ganó el Campeonato Hardcore de la WWF en WrestleMania 2000, perdiéndolo la misma noche contra Sho Funaki. Poco después, fue liberado de su contrato por WWF.

### Total Nonstop Action Wrestling y circuitos independiente (2003–2004)
En marzo de 2003, Frazier, bajo su nombre de Nelson Knight, hizo una aparición sorpresa en la NWA: Total Nonstop Action, haciendo equipo con Ron Killings. Apareció la siguiente semana, pero después de eso no volvió a aparecer.
Hizo muchas otras apariciones en espectáculos independientes, incluyendo un regreso a la zona de Memphis donde peleó en la Memphis Championship Wrestling, ganando el Southern Heavyweight Championship una vez y en la Southern Wrestling Alliance ganó el título máximo.

### World Wrestling Entertainment (2004-2008)
Frazier, siguiendo con el nombre de Viscera, volvió a la WWE –nuevo nombre de la WWF– en septiembre de 2004. En su primera aparición, él y el miembro de Ministry of Darkness Gangrel sorprendieron y atacaron al líder del stable, The Undertaker, acompañado por el antiguo miembro de The Acolytes John Layfield y Orlando Jordan. Después de dos semanas en Smackdown fue movido a la marca RAW.
En sus primeros meses en RAW, Viscera siguió derrotando a jobbers en Heat, apareciendo en pocas ocasiones en la marca roja. Comenzó sus apariciones regulares cuando se unió a Trish Stratus en su feudo con Lita y Kane, rescatando a Trish cuando había sido atacada por Kane. Tras ello, Stratus hizo un trato con Viscera para derrotar a Kane en Backlash, pero fue Kane el ganador del combate y Stratus despreció a Viscera, siendo atacada por él y poniendo fin a la storyline. Más tarde, Viscera cambió de gimmick y se autoproclamó The World's Largest Love Machine, adoptando un personaje sexualmente cargado. Bajo su nuevo rol, Viscera entraba al ring vistiendo pijamas y realizando diversas posturas sexuales. Se declaró enamorado de Lilian García, a la que intentó seducir constantemente después de los combates. Finalmente, en Vengeance, Lilian le propuso matrimonio (kayfabe), a lo que Viscera respondió que "lo tendría en consideración". Sin embargo, fueron interrumpidos por The Godfather que, acompañado de sus Hos, convenció a Viscera de rechazar a Lilian.
Tras ello, Viscera se alió con Val Venis, formando un equipo que fue llamado extraoficialmente "V–Squared". Compitiendo sobre todo en Heat, intentaron conseguir los Campeonatos en Parejas de la WWE en varias ocasiones, sin lograrlo. Luego, en New Year's Revolution, Viscera fue derrotado por Shelton Benjamin por una intervención de Momma Benjamin. Tras ello, Frazier participó en Royal Rumble, siendo eliminado. En abril de 2006, Venis se lesionó y Frazier continuó en solitario. Posteriormente, Viscera intentó reconciliarse con Lilian García y le pidió matrimonio, pero fueron atacados por Umaga; la semana siguiente, Viscera sería atacado a traición y derrotado por Umaga. Tras eso, ocurrió un incidente auténtico cuando Charlie Haas golpeó accidentalmente a Lilian García al subir al ring, lo que fue aprovechado para la storyline. Haas fue perdonado por García, pero no por Viscera, lo que originó un feudo entre ellos. La rivalidad acabó cuando Lilian dijo que solo quería que fuesen amigos en un combate que acabó con ella recibiendo un Samoan drop por accidente, cambiando a heel. Tras ello, Haas y Viscera formaron equipo, participando en Cyber Sunday por los Campeonatos en Parejas, sin lograrlo. El equipo se separó cuando Haas entró con Shelton Benjamin en The World's Greatest Tag Team. Mientras tanto, Viscera participó en Royal Rumble, siendo eliminado en un esfuerzo conjunto de nueve luchadores. Tras una breve aparición en Saturday Night's Main Event perdiendo un combate por equipos, Frazier fue movido a ECW en el Draft.
En la ECW, Frazier debutó bajo el nombre de Big Daddy V, un guardaespaldas mercenario al servicio de Matt Striker, quien le atribuyó que era "La fuerza más dominante en la WWE". Debutó atacando a The Boogeyman lesionándolo. Bajo esta faceta empezó a tener una serie de interferencias y ataques a diversos luchadores, siendo constantes los ataques al entonces Campeón de la ECW CM Punk, por lo que se pactó una lucha entre ambos en el evento No Mercy siendo derrotado por descalificación luego de que Striker atacara a Punk.
En Cyber Sunday fue uno de los candidatos a elegir para ser el retador al Campeonato de la ECW; más adelante se aliaría con Mark Henry siguiendo así los ataques a diversos luchadores, hasta que entraría en un feudo con Kane cuando este fue a rescatar a CM Punk del ataque del dúo. El feudo acabó en el evento Armageddon cuando el dúo derrotó a Kane y a CM Punk.
Comenzó el 2008 siguiendo haciendo pareja con Mark Henry, ayudándose mutuamente en sus luchas. En una de esas luchas logró clasificarse a Royal Rumble, en el que entró el número 24 y fue eliminado por Triple H.
En No Way Out participó en una de las Cámaras de Eliminaciones para ser el retador al Campeonato Mundial Peso Pesado en Wrestlemania, lucha que ganó Undertaker siendo Big Daddy V eliminado primero y por el luchador Batista
Iba a participar en la batalla real de 24 hombres de Wrestlemania XXIV, clasificatoria para un combate inmediato por el Campeonato de la ECW, pero fue reemplazado por su mánager Matt Striker. Más adelante tampoco aparecería en los eventos semanales de la empresa, especulándose que había sufrido una neumonía. Sin embargo la Empresa anunció que su ausencia se debía a su sobrepeso, recomendándole adelgazar un aproximado de 30 kg. si quería volver a luchar; mientras estaba en este proceso fue traspasado de ECW a Smackdown por el Supplemental Draft. Después de estar casi 4 meses en este proceso no pudo llegar a un acuerdo con su contrato con la WWE siendo separado de la empresa el 8 de agosto de 2008 sin poder debutar en su nueva marca.

### Regreso al circuito independiente (2008-2013)
Tras ser despedido de la WWE, firmó un contrato con la National Wrestling Alliance, siendo llamado King V. Ganó un handicap match contra Andy Dalton y Joey Spector como lucha de debut, estando invicto hasta la liberación de su contrato. Frazier apareció en la empresa de los Insane Clown Posse Juggalo Championship Wrestling en el décimo Gathering Of The Juggalos del año el 8 de agosto de 2009, bajo su viejo gimnick de Viscera. Luchó contra 2 Tuff Tony en un "Loser Leaves JCW" Match con Terry Funk como árbitro especial. En él Viscera ganó después de una intervención de Balls Mahoney, y después de combate él, Viscera y Mahoney atacaron a Tony. En 2010, Frazier apareció en All Japan Pro Wrestling bajo el nombre de Big Daddy Voodoo como el nuevo miembro y enforcer del stable heel Voodoo Murders (TARU, KENSO, MAZADA, KONO, Hate, Minoru, Charlie Haas & René Duprée). Frazier y su grupo entraron en un feudo con SMOP (Akebono & Ryota Hama), realizando varios combates en equipos entre ellos. El 29 de abril de 2010, Frazier consiguió con TARU los Campeonatos por Parejas de la AJPW tras derrotar a SMOP. Sin embargo, TARU y Daddy perdieron los títulos contra New Generation Force (Manabu Soya & Seiya Sanada) el 29 de agosto, durante un feudo entre ellos. El 24 de octubre, Big Daddy reformó su antiguo equipo con Charlie Haas para enfrentarse a los Campeones Mundiales por Parejas Partisan Forces (Akebono & Taiyo Kea), pero fueron derrotados. Poco más tarde, Frazier fue liberado de su contrato. En octubre de 2010, Frazier volvió a AJPW bajo el nombre de Big Daddy, haciendo equipo con los antiguos miembros de Voodoo Murders para continuar su feudo con Akebono & Ryota Hama. Poco después, volvió a ser despedido. El 31 de marzo de 2012 derrotó a Shad Gaspard en el evento Wrestling In The Rest Of The World WreslteRama en Georgetown, Guyana. En septiembre de 2012, Big Daddy V apareció para la promoción japonesa.Inoki Genome Federation en su evento GENOME 22, perdiendo ante Atsushi Sawada. Frazier actuó en tres shows de Family Wrestling Entertainment en 2012 como Big Daddy V, derrotando por primera vez a Malta the Damager en una pelea de mesas en febrero. La última lucha de Frazier, como Big Daddy V, fue una victoria sobre René Duprée en la gira inaugural de Qatar Pro Wrestling, el 5 de octubre de 2013.

## Carrera actoral
Frazier hizo su debut en el cine en 2009, con la película The Legend of Awesomest Maximus, coprotagonizada por Will Sasso y Rip Torn. También tuvo un papel en la película Wrong Side of Town junto con sus excompañeros luchadores (Batista y Rob Van Dam).

## Muerte
El 18 de febrero de 2014, Frazier falleció tras sufrir un ataque al corazón, cuatro días después de cumplir 43 años.

## Filmografía
| Título                          | Papel     | Año  |
| The Legend of Awesomest Maximus | Ginormous | 2009 |
| Wrong Side of Town              | Animal    | 2009 |

## Campeonatos y logros
- All Japan Pro Wrestling

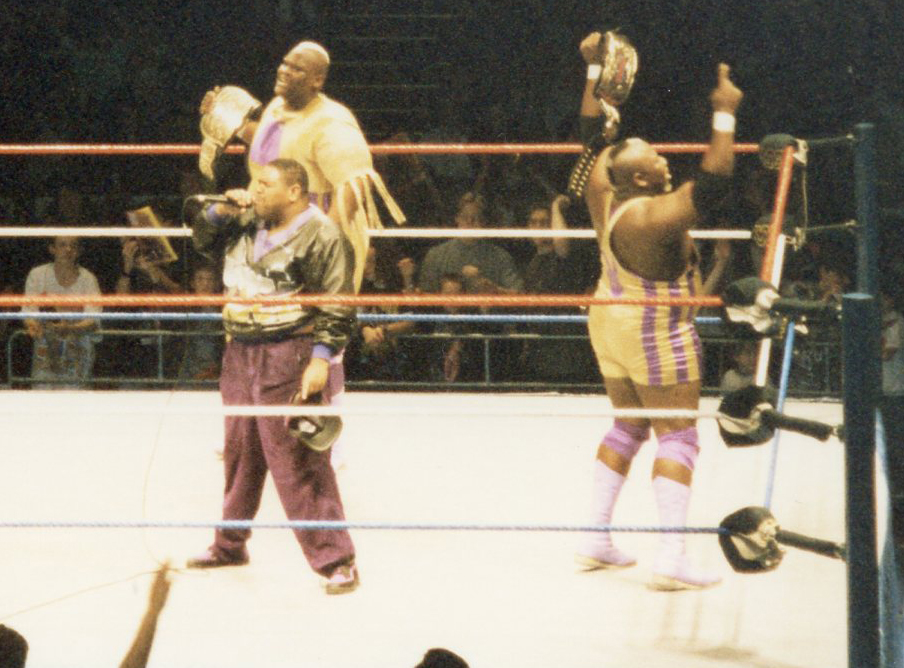
Frazier como Mabel junto a Mo como Campeones Mundiales de la WWF.

  - AJPW All Asia Tag Team Championship (1 vez) — con TARU
- Memphis Wrestling
  - Memphis Wrestling Southern Heavyweight Championship (9 veces)
- Music City Wrestling
  - MCW North American Heavyweight Championship (6 veces)
- Ozarks Mountain Wrestling
  - OMW North American Heavyweight Championship (5 veces)
- Pro Wrestling Federation
  - PWF Tag Team Championship (4 veces) — con Bobby Knight
- United States Wrestling Association
  - USWA Heavyweight Championship (6 veces)
- World Wrestling Council
  - WWC Universal Heavyweight Championship (6 veces)
- World Wrestling Federation
  - WWF Hardcore Championship (1 vez)
  - WWF Tag Team Championship (1 vez) — con Mo
  - King of the Ring 1995
- X Wrestling Federation
  - XWF Heavyweight Championship (8 veces)
- Pro Wrestling Illustrated
  - Situado en el N°290 en los PWI 500 del 1993
  - Situado en el N°88 en los PWI 500 del 1994
  - Situado en el N°49 en los PWI 500 del 1995
  - Situado en el N°53 en los PWI 500 del 1996
  - Situado en el N°300 en los PWI 500 del 1997
  - Situado en el N°336 en los PWI 500 del 1998
  - Situado en el N°186 en los PWI 500 del 1999
  - Situado en el N°251 en los PWI 500 del 2000
  - Situado en el N°129 en los PWI 500 del 2005
  - Situado en el N°158 en los PWI 500 del 2006
  - Situado en el N°255 en los PWI 500 del 2007
  - Situado en el N°154 en los PWI 500 del 2008[27]
  - Situado en el N°323 en los PWI 500 del 2009
  - Situado en el N°159 en los PWI 500 del 2011
  - Situado en el Nº70 dentro de los 500 mejores luchadores de la historia — PWI Years, 2003[28]